# The Epoxies
Die Epoxies waren eine aus Portland (Oregon) stammende amerikanische New Wave/Punkband, deren Musik besonders durch Synthesizer und den relativ monoton klingenden Gesang geprägt war. Die Mitglieder der Band verwendeten allesamt Pseudonyme.

## Bandgeschichte
Die Gruppe fand sich im Jahr 2000 zusammen. Ihr 2002 veröffentlichtes Debütalbum Epoxies verkaufte sich nach Angaben ihres späteren Labels Fat Wreck Chords 20.000 mal. Im Jahr 2004 spielten die Epoxies im Vorprogramm von NOFX eine Europatour; der Frontmann von NOFX, Fat Mike, beteiligte sich an der Produktion ihres zweiten Albums, das auf seinem Label Fat Wreck Chords veröffentlicht wurde.
Außerdem war die Band auf dem Sampler Rock Against Bush Vol. 1 zu hören. In der 2005 erschienenen zweiten Erweiterung zu Sims 2 wurde das Lied Synthesized noch einmal auf Simlish aufgenommen und ist innerhalb des Spiels auf dem New-Wave-Radiosender zu hören. Seit dem Jahr 2007 ist es still um die Band geworden. Sängerin Roxy Epoxy äußerte sich in einem Interview hinsichtlich der Zukunft der Band und sprach davon, dass sie selbst nicht wisse, ob im Moment nur eine längere Pause eingelegt werde oder die Epoxies sich endgültig getrennt hätten. Letzteres erschiene allerdings eher vorstellbar.

## Diskographie

### Alben
- Epoxies (2002) – Dirtnap Records
- Stop the Future (2005) – Fat Wreck Chords

### EPs
- The Epoxies (EP) (2002) – Dirtnap Records

### Singles
- Epoxies 7" (2001) – Dirtnap Records
- Synthesized 7" (2002) – Dirtnap Records